# Canal de Cavallonga
La Canal de Cavallonga és un torrent afluent per la dreta de l'Aigua de Valls que transcorre íntegrament pel terme municipal de Gósol, al Berguedà.

## Xarxa hidrogràfica
La Canal de Cavallonga no té cap afluent.